# Moses Tanui
Moses Kiptarbet Tanui (Nandi, 20 agosto 1965) è un ex mezzofondista e maratoneta keniota, campione mondiale dei 10000 metri piani a Tokyo 1991 e campione mondiale di mezza maratona nel 1995.

## Biografia
Ha partecipato a due edizione dei Giochi olimpici nei 10000 m piani, giungendo 8º sia a Seul 1988 che a Barcellona 1992.
Nella rassegna iridata di Stoccarda 1993 giunse secondo dopo un finale contestato: all'ultimo giro perse la scarpa dopo un contatto con Haile Gebrselassie, poi medaglia d'oro.
Successivamente si dedica alle corse su strada e conquista la maratona di Boston nel 1996 e nel 1998, nonché la maratona di Vienna nel 2002. Nei Mondiali di mezza maratona invece è oro nel 1995 e argento nel 1997.
Tanui è stato il primo uomo a correre la mezza maratona sotto l'ora: 59'47" alla Stramilano il 3 aprile 1993. Questo record è stato battuto cinque anni dopo da Paul Tergat. Oggi gestisce un centro di allenamento a Kaptagat.

## Palmarès
| Anno | Manifestazione             | Sede          | Evento         | Risultato | Prestazione | Note |
| ---- | -------------------------- | ------------- | -------------- | --------- | ----------- | ---- |
| 1987 | Mondiali di cross          | Varsavia      | Corsa seniores | 18º       | 37'17"      |      |
| 1987 | Mondiali di cross          | Varsavia      | A squadre      | Oro       | 53 p.       |      |
| 1988 | Mondiali di cross          | Auckland      | Corsa seniores | 6º        | 35'25"      |      |
| 1988 | Mondiali di cross          | Auckland      | A squadre      | Oro       | 23 p.       |      |
| 1988 | Giochi olimpici            | Seul          | 10000 m piani  | 8º        | 27'47"23    |      |
| 1989 | Mondiali di cross          | Stavanger     | Corsa seniores | 9º        | 40'42"      |      |
| 1989 | Mondiali di cross          | Stavanger     | A squadre      | Oro       | 44 p.       |      |
| 1989 | Campionati africani        | Lagos         | 5000 m piani   | Bronzo    | 13'36"79    |      |
| 1989 | Campionati africani        | Lagos         | 10000 m piani  | Argento   | 28'22"90    |      |
| 1990 | Mondiali di cross          | Aix-les-Bains | Corsa seniores | Argento   | 34'21"      |      |
| 1990 | Mondiali di cross          | Aix-les-Bains | A squadre      | Oro       | 42 p.       |      |
| 1991 | Mondiali di cross          | Anversa       | Corsa seniores | Argento   | 33'54"      |      |
| 1991 | Mondiali di cross          | Anversa       | A squadre      | Oro       | 38 p.       |      |
| 1991 | Mondiali                   | Tokyo         | 10000 m piani  | Oro       | 27'38"74    |      |
| 1992 | Giochi olimpici            | Barcellona    | 10000 m piani  | 8º        | 28'27"11    |      |
| 1993 | Mondiali                   | Stoccarda     | 10000 m piani  | Argento   | 27'46"54    |      |
| 1994 | Mondiali di mezza maratona | Oslo          | Individuale    | 9º        | 1h01'35"    |      |
| 1995 | Mondiali di mezza maratona | Montbéliard   | Individuale    | Oro       | 1h01'45"    |      |
| 1995 | Mondiali di mezza maratona | Montbéliard   | A squadre      | Oro       | 3h05'21"    |      |
| 1997 | Mondiali di mezza maratona | Košice        | Individuale    | Argento   | 59'58"      |      |
| 1997 | Mondiali di mezza maratona | Košice        | A squadre      | Oro       | 2h59'54"    |      |

## Campionati nazionali
1990
- Oro ai campionati kenioti di corsa campestre

## Altre competizioni internazionali
1987
- 9º alla San Silvestro Vallecana ( Madrid) - 23'17"
- 7º alla Cinque Mulini ( San Vittore Olona) - 31'00"

1989
- Oro al Giro Media Blenio ( Dongio) - 31'51"
- Argento alla Cinque Mulini ( San Vittore Olona) - 30'59"
- Oro al Cross delle Orobie ( Bergamo), 9,56 km - 27'59"
- Oro al Cross delle Pradelle ( Lozzo di Cadore), 9,6 km - 29'29"

1990
- Oro alla Stramilano ( Milano) - 1h01'43"
- Argento al Giro in Franciacorta ( Castegnato), 16,2 km - 47'10"
- Oro alla Cinque Mulini ( San Vittore Olona) - 30'33"
- 4º alla Bob Hasan Paradise Run ( Borobudur) - 28'06"
- Oro alla Amatrice-Configno ( Amatrice), 8,4 km - 23'51"

1991
- Oro alla Stramilano ( Milano) - 1h00'51"
- Argento al Giro in Franciacorta ( Rodengo-Saiano), 16,2 km - 46'43"
- Argento alla Dieci miglia del Garda ( Navazzo di Gargnano) - 48'17"
- Oro al Giro podistico internazionale di Pettinengo ( Pettinengo), 13 km - 35'45"
- Oro alla Scarpa d'oro ( Vigevano), 8 km - 22'56"
- Oro al Cross delle Pradelle ( Domegge di Cadore), 9,6 km - 30'20"

1992
- Oro alla Stramilano ( Milano) - 1h01'06"
- 15º al Campaccio ( San Giorgio su Legnano) - 35'59"
- Argento al Cross di Alà dei Sardi ( Alà dei Sardi) - 31'03"

1993
- 10º alla Maratona di New York ( New York) - 2h15'36"
- Oro alla Stramilano ( Milano), mezza maratona - 59'47"
- Oro alla Great North Run ( Newcastle upon Tyne) - 1h00'15"
- Oro alla Dieci miglia del Garda ( Navazzo di Gargnano) - 46'27"
- 4º al Nairobi International Crosscountry ( Nairobi) - 30'36"
- Oro alla Montefortiana Turà ( Monteforte d'Alpone), 10,6 km - 30'19"

1994
- 10º alla Maratona di Boston ( Boston) - 2h09'40"
- Argento alla Great North Run ( Newcastle upon Tyne) - 1h00'03"
- 26º alla Mezza maratona di Lisbona ( Lisbona) - 1h04'42"
- Argento alla Kyoto Half Marathon ( Kyoto) - 1h01'47"
- Argento alla BOclassic ( Bolzano) - 28'33"
- Bronzo al Giro podistico internazionale di Castelbuono ( Castelbuono) - 32'51"

1995
- Argento alla Maratona di Boston ( Boston) - 2h10'22"
- Oro alla Great North Run ( Newcastle upon Tyne) - 1h00'39"
- Oro alla Kyoto Half Marathon ( Kyoto) - 1h01'33"
- Bronzo alla Corrida Internacional de São Silvestre ( San Paolo), 15 km - 44'20"
- Argento al Campaccio ( San Giorgio su Legnano) - 34'39"
- Bronzo al Cross di Alà dei Sardi ( Alà dei Sardi) - 30'31"
- Bronzo al Memorial Peppe Greco ( Scicli) - 28'58"
- 10º al Cross Internacional de Italica ( Italica) - 29'32"

1996
- Oro alla Maratona di Boston ( Boston) - 2h09'15"
- Oro alla Greifenseelauf ( Zurigo) - 1h01'40"
- 5º al Cross di Alà dei Sardi ( Alà dei Sardi) - 32'42"
- Oro alla Ratingen 10 km ( Ratingen) - 28'32"
- Bronzo alla Amatrice-Configno ( Amatrice), 8,4 km - 24'06"

1997
- 5º alla Maratona di Boston ( Boston) - 2h11'38"
- Oro alla Chuncheon Marathon ( Chuncheon) - 2h09'01"
- 4º alla Tokyo Half Marathon ( Tokyo) - 1h01'03"
- Oro alla Kyoto Half Marathon ( Kyoto) - 1h02'20"
- Argento al Memorial Peppe Greco ( Scicli) - 28'26"
- Oro al Giro Città di Arco ( Arco) - 27'49"

1998
- Oro alla Maratona di Boston ( Boston) - 2h07'34"
- Oro Tokyo Half Marathon ( Tokyo) - 1h00'24"
- Oro alla Kyoto Half Marathon ( Kyoto) - 1h01'34"

1999
- Argento alla Maratona di Chicago ( Chicago) - 2h06'16"

2000
- Bronzo alla Maratona di Chicago ( Chicago) - 2h07'47"

2002
- Oro alla Maratona di Vienna ( Vienna) - 2h10'25"

2003
- 11º alla Maratona di Amsterdam ( Amsterdam) - 2h12'24"

2004
- 9º alla Maratona di Vienna ( Vienna) - 2h15'09"
- 9º alla Maratona di Seul ( Seul) - 2h12'59"